# Quakenet
QuakeNet é uma rede de IRC, construída em torno da comunidade de jogos, e é uma organização que facilita a comunicação dos muitos times e organizações online. Apesar de originalmente fundada como uma rede de chat de jogadores, para jogadores, QuakeNet recebe qualquer um que queria papear sobre qualquer coisa (dentro das regras). Quakenet é também a maior rede de chat do mundo, com um pico de usuários a cada semana de mais de 243 mil (como mostra o site netsplit).
Fundada em 1997 como uma rede de IRC para jogadores do QuakeWorld, a QuakeNet teve um grande crescimento nos próximos anos, pois atraiu muitos outros jogadores. À medida que o interesse no IRC começou a diminuir, a base de usuários da QuakeNet seguiu o exemplo.

## Para se conectar
- irc://irc.quakenet.org

### Servidores
Lista de servidores